# Kedma
Kedma (em hebraico, קדמה) é um filme israelense de 2002, dirigido por Amos Gitai. Trata da história de imigrantes judeus que chegam para se estabelecer na Palestina, ainda sob mandato britânico), em maio de 1948, pouco antes da Declaração de Independência do Estado de Israel.
O filme participou do Festival de Cannes 2002.

## Enredo
O filme segue um heterogêneo grupo de judeus, refugiados da Shoah,  que sai da Europa rumo à Palestina durante os estágios iniciais da Guerra árabe-israelense. Logo na chegada, o grupo de imigrantes, trazido ilegalmente para a Palestina Mandatária pelo Palmach, é perseguido por soldados britânicos. Faltavam poucos dias para as forças britânicas deixarem a Palestina definitivamente, e os soldados fazem um esforço apenas moderado para impedir que os refugiados entrem na região. Em seguida, os refugiados são armados e participam de uma ação contra um vilarejo árabe que resiste contra a desocupação, determinada pelo Plano de Partição da Palestina, e impede a passagem do comboio da Palmach, a caminho de Jerusalém. No filme, destacam-se dois longos monólogos - o de um camponês árabe, Yussuf,  que promete se opor aos judeus para sempre, e o de um refugiado judeu, Janusz (Andrei Kashkar), que, em desepero diante da violência da guerra, fala sobre o interminável sofrimento do seu povo, em busca de uma  identidade: "Os góis fizeram nossa história... acho que Israel não é mais um país judeu." . O filme pretende ser uma resposta mais realista à descrição romanceada de um outro filme, Exodus (1960), de Otto Preminger.

## Crítica
Segundo Gérard Lefort escreve no Libération, no filme, "Gitai destaca um ponto: a questão israelense não é a questão judia. E as utopias raramente têm um final feliz. Também para os árabes, o outro grande grupo de deslocados do filme, Gitai não garante nenhum heroísmo nem faz deles mártires. Yussuf, um velho camponês ameaçado pelos milicianos judeus,  vocifera. (...) Mais tarde, Janusz, o judeu, abalado pela luta, grita (...) Sempre a mesma coisa, nesse pesadelo, solilóquio por solilóquio." 